# Fondmetal GR01
Chronologie des modèles (1992)
Fondmetal F1 Fondmetal GR02
La Fondmetal GR01 est une monoplace de Formule 1 engagée par l'écurie Fondmetal lors de huit des seize courses de la saison 1992 de Formule 1. Elle est pilotée par le Suisse Andrea Chiesa et l'Italien Gabriele Tarquini. Il s'agit d'une légère évolution du châssis Fondmetal F1 de 1991, la principale différence résidant dans le moteur Ford-Cosworth HBA5 de la GR01, plus puissant de quarante chevaux que le bloc Ford-Cosworth DFR de sa devancière.

## Historique
La saison commence en Afrique du Sud, où Tarquini se qualifie en quinzième position et Chiesa effectue le vingt-huitième temps des qualifications, à près de deux secondes de son équipier. Avec seulement vingt-six places qualificatives, le Suisse ne prend pas part à la course, lors de laquelle Tarquini abandonne au bout de vingt-trois tours sur un problème de moteur,.
Au Mexique, Tarquini réalise le quatorzième temps qualificatif, devançant son équipier, auteur du vingt-troisième temps, de près d'une seconde. En course, Chiesa abandonne à la suite d'un tête-à-queue au trente-septième tour tandis que l'Italien casse son embrayage huit boucles plus loin,. Une casse de radiateur l'oblige à abandonner à neuf tours de l'arrivée du Grand Prix du Brésil alors qu'il était parti dix-neuvième, alors que Chiesa a échoué à se qualifier pour deux dixièmes,.
En Espagne, les deux pilotes font jeu égal, Tarquini, dix-huitième des qualifications, ne bat Chiesa, vingtième, que pour seize centièmes de seconde. Ils abandonnent néanmoins tous deux sur un tête-à-queue causée par une piste détrempée, à l'instar de nombreux autres concurrents,. Au Grand Prix de Saint-Marin, seul Tarquini se qualifie, Chiesa échouant avec le vingt-huitième temps des qualifications. Une surchauffe de son moteur Ford-Cosworth oblige cependant l'Italien à mettre un terme à sa course après vingt-quatre tours parcourus,. 
À Monaco, Chiesa ne devance que la March CG911B de Paul Belomondo quand Tarquini, plus rapide de plus d'une seconde, obtient la vingt-cinquième place sur la grille. Cependant, les problèmes de fiabilité de sa GR01 continuent puisqu'il abandonne après seulement neuf tours à cause de la surchauffe de son moteur,.
Après un déverminage sur le circuit de Fiorano, la nouvelle Fondmetal GR02 est engagée à partir du Grand Prix du Canada. Seul Tarquini, bien plus rapide que Chiesa, dispose du nouveau châssis pour cette manche. S'il se qualifie en dix-huitième position, retrouvant le niveau de compétitivité affiché de début de saison, Chiesa, vingt-neuvième, ne participe à la course et rend deux secondes à la nouvelle monoplace. 
Chiesa retrouve une dernière fois la GR01 en Grande-Bretagne, celui-ci ayant endommagé sa GR02 au Grand Prix de France. Il échoue encore à se qualifier, en réalisant le vingt-neuvième temps de la qualification, à 3,7 secondes de Tarquini, quinzième.
La GR02 est ensuite engagée pour le reste de la saison.

## Résultats en championnat du monde de Formule 1

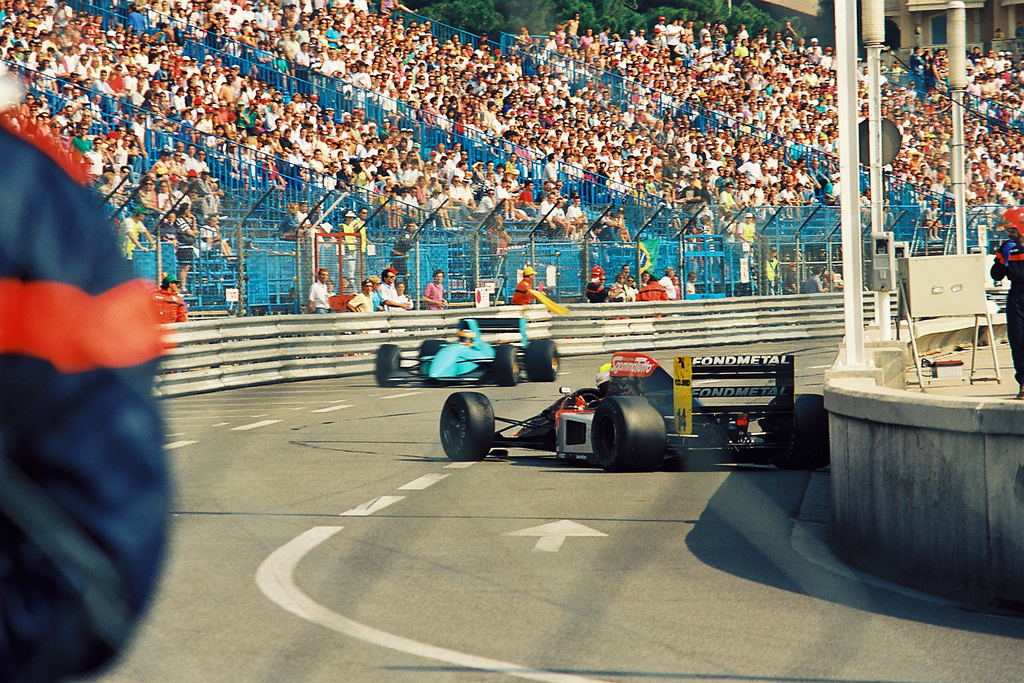
Andrea Chiesa en tête-à-queue dans les rues de Monaco.

| Saison | Écurie       | Moteur                | Pneumatiques | Pilotes           | Courses | Courses | Courses | Courses | Courses | Courses | Courses | Courses | Courses | Courses | Courses | Courses | Courses | Courses | Courses | Courses | Points inscrits | Classement |
| Saison | Écurie       | Moteur                | Pneumatiques | Pilotes           | 1       | 2       | 3       | 4       | 5       | 6       | 7       | 8       | 9       | 10      | 11      | 12      | 13      | 14      | 15      | 16      | Points inscrits | Classement |
| ------ | ------------ | --------------------- | ------------ | ----------------- | ------- | ------- | ------- | ------- | ------- | ------- | ------- | ------- | ------- | ------- | ------- | ------- | ------- | ------- | ------- | ------- | --------------- | ---------- |
| 1992   | Fondmetal F1 | Ford-Cosworth V8 HBA5 | Goodyear     |                   | AFS     | MEX     | BRÉ     | ESP     | SMR     | MON     | CAN     | FRA     | GBR     | ALL     | HON     | BEL     | ITA     | POR     | JAP     | AUS     | 0               | 14e        |
| 1992   | Fondmetal F1 | Ford-Cosworth V8 HBA5 | Goodyear     | Andrea Chiesa     | Nq      | Abd     | Nq      | Abd     | Nq      | Nq      | Nq      |         | Nq      |         |         |         |         |         |         |         | 0               | 14e        |
| 1992   | Fondmetal F1 | Ford-Cosworth V8 HBA5 | Goodyear     | Gabriele Tarquini | Abd     | Abd     | Abd     | Abd     | Abd     | Abd     |         |         |         |         |         |         |         |         |         |         | 0               | 14e        |

Légende : ici 